# Dovenschool
Dovenschool is een aanduiding voor een school voor speciaal onderwijs aan dove kinderen en jongeren. 

## Geschiedenis
In het verleden werden de dovenscholen instituten voor doofstommen genoemd, net als de verenigingen voor doofstommen. Deze term wordt sinds midden 20e eeuw meer en meer vervangen door doof en varianten daarop zoals gehoorgestoord" of in Nederland auditief gehandicapt/beperkt. De invloed van (ontwikkelingen in de) logopedie binnen het dovenonderwijs heeft daaraan bijgedragen.

## Dovenscholen in Nederland
In 2001 is het dovenonderwijs samen met het slechthorendenonderwijs en het onderwijs aan kinderen met een taalontwikkelingsstoornis (TOS) ondergebracht in vier landelijke zogeheten 'cluster 2-instellingen'.
Dove kinderen krijgen in Nederland tweetalig onderwijs in het Nederlands en de Nederlandse Gebarentaal. Dovenscholen bieden bijna alle vormen van voortgezet onderwijs aan. Dove leerlingen krijgen in het algemeen intensieve logopedische begeleiding met als doel de gesproken talen ook te kunnen beheersen. Daarnaast krijgen de leerlingen ook lessen (Nederlandse) gebarentaal. De meeste scholen in Vlaanderen bieden zogeheten "gebarenschrijven" aan, dit in tegenstelling tot Nederland.
Het Henri Daniel Guyot Instituut te Groningen is het oudste instituut in Nederland. In heel Nederland zijn er vijf dovenscholen.
De kwaliteit van het dovenonderwijs is lager dan die van het reguliere onderwijs. Voor een  deel heeft dat te maken met veranderingen in de vraag/onderwijsbehoefte vanuit de leerlingenpopulatie. Een recent ontwikkeld auditief hulpmiddel, het cochleair implantaat en de recente oprichting van IGT&D heeft ervoor gezorgd dat veel leerlingen nu een plaats kunnen vinden in het regulier onderwijs of op scholen voor slechthorenden. Hierdoor verschuift voor de scholen het accent steeds meer naar ambulante begeleiding voor deze groep leerlingen. Aan de andere kant is er een grotere instroom van dove leerlingen met leermoeilijkheden alsmede van meervoudig gehandicapten. Dat dwingt de scholen tot een veranderingsproces dat onvoldoende met financiële middelen wordt ondersteund.
Historisch gezien was de opleidingsniveau van het dovenonderwijs lager dan het reguliere onderwijs, vanuit de algemene gedachte dat de dove cq. doofstomme leerlingen minder konden leren door hun auditieve beperking. Zo konden leerlingen vlak na de Tweede Wereldoorlog slechts kiezen uit vijf beroepen, waaronder timmerman, bakker en schoenmaker. Een hogere (vervolg)opleiding voor de leerlingen die ertoe in staat waren, werd uitgesloten dan wel ontmoedigd. Sinds 1980 is er echter een geleidelijke stijging van opleidingsniveau te zien bij doven; door het sinds 2001 sterk gegroeide aanbod van tolken gebarentaal gaat deze stijging steeds sneller. 

### Organisaties en fusies
In 1995 heeft Guyot Signis (voorheen Ammanschool) overgenomen van de gemeente Amsterdam.
In 2002 zijn Christelijk Instituut Effatha en het Henri Daniel Guyot Instituut gefuseerd tot Koninklijke Effatha Guyot Groep, KEGG. Weerklank, een Amsterdamse zorginstelling voor doven met verstandelijke beperking, is toen ook opgegaan in deze groep.
Per 1 januari 2009 zijn KEGG en Viataal gefuseerd tot KEG Viataal Groep, een voorlopige naam voor de nieuwe organisatie. Per 1 januari 2010 is de groep verdergegaan onder de naam Koninklijke Kentalis.
Kentalis heeft 17 scholen voor speciaal onderwijs in Nederland, waaronder 5 dovenscholen en audiologische centra. De organisatie heeft circa 4.500 medewerkers.
De belangenorganisatie voor prelinguaal doven, Dovenschap, heeft de nieuwe organisatie KEG Viataal Groep vanwege haar vermeende monopoliepositie aangemeld bij de NMa. Dovenschap zou dit in het belang van de keuzevrijheid van ouders van schoolgaande dove kinderen doen, ook met het oog op behoud van de diversiteit van het onderwijsaanbod.
De Koninklijke Auris Groep is ook voortgekomen uit fusies in afgelopen jaren (o.a. vanuit de Koninklijke Amman Stichting) en is verhoudingsgewijs kleiner dan Kentalis.

## Dovenscholen in België
In Vlaanderen zijn de vroegere dovenscholen of -instituten meestal omgevormd naar onderwijsvoorzieningen voor een wat uitgebreidere doelgroep:
- doven en slechthorenden
- spraak- en taalgestoorde kinderen
- andere leerlingen met een pervasieve ontwikkelingsstoornis zoals autisme en syndroom van Asperger.

De taak van deze instellingen is, naast het nog steeds verstrekken van onderwijs aan de vermelde doelgroepen, meer en meer verschoven naar het bieden van ondersteuning aan andere instanties die zich met onderwijs en integratie van doven en slechthorenden bezighouden. Vooral het geïntegreerd onderwijs, waar het reguliere onderwijs vanuit de gespecialiseerde instelling begeleid wordt, is sedert eind 20e eeuw sterk ontwikkeld. Deze trend is in Nederland ook te merken en wordt gevoed door de slinkende leerlingaantallen.
Binnen de instelling Kasterlinden kiest men voor een Bilinguale, Biculturele aanpak. Zowel Nederlands als VGT wordt gebruikt als voertaal en onderwezen als vak.
Enkele voorbeelden:
- Koninklijk Instituut voor Doven en Spraakgestoorden te Hasselt
- Koninklijk Instituut Woluwe te Sint-Lambrechts-Woluwe
- Kasterlinden te Sint-Agatha Berchem
- Sint-Gregoriusinstituut, Gentbrugge
- Koninklijk Instituut Spermalie te Brugge

## Dovenscholen buiten Nederland en België
De Franse dovenschool in Parijs is de oudste dovenschool ter wereld.
De Amerikaanse 'Kendall Demonstration Elementary School' (KDES) en de 'Model Secondary School for the Deaf' (MSSD) zijn model-scholen van de Laurent Clerc National Deaf Education Center van Gallaudet University. Een aantal Nederlandse en Vlaamse doven hebben gestudeerd aan de Gallaudet universiteit.